# Nabil Salihi
Nabil Salihi (ar. نبيل صالحي; ur. 22 maja 1971) – tunezyjski zapaśnik walczący w stylu klasycznym. Olimpijczyk z Atlanty 1996, gdzie zajął dwudzieste miejsce w kategorii 57 kg.
Zdobył srebrny medal na igrzyskach afrykańskich w 1995. Pięciokrotnie stawał na podium w mistrzostwach Afryki, w tym na drugim stopniu w 1993 i 1996. Brązowy medalista igrzysk panarabskich w 1992.  Mistrz arabski w 1995 roku.
- Turniej w Atlancie 1996

Przegrał z Ormianinem Aghasim Manukianem i Litwinem Remigijusem Šukevičiusem.